# 呼源镇
呼源镇，是中华人民共和国黑龙江省大兴安岭地区呼中区下辖的一个乡镇级行政单位。

## 行政区划
呼源镇下辖以下地区：
呼源社区。
镇境南方原有呼滨村、红峰林场和亚里河林场（亚克里林场），现已裁撤为无人区。